# Producteur de spectacle vivant
Pour les articles homonymes, voir Producteur.
En France, un producteur de spectacle vivant  est un professionnel qui a « la responsabilité d'un spectacle et notamment celle d'employeur à l'égard du plateau artistique ». Le producteur réunit les éléments nécessaires à la création du spectacle. Il est responsable du choix de l'œuvre, sollicite les autorisations de représentation de cette œuvre, conçoit et monte les spectacles, coordonne les moyens humains, financiers, techniques et artistiques nécessaires et assume le risque financier de sa commercialisation. Lorsqu'il reprend un spectacle déjà existant, le producteur est qualifié d'entrepreneur de tournée.
Outre la responsabilité du spectacle, le producteur et l'entrepreneur de tournées, sauf s'ils sont simplement diffuseurs, ont la responsabilité d'employeurs à l'égard du plateau artistique (artistes-interprètes et personnel technique attaché directement à la production).
En France, la profession de producteur est réglementée. Elle est soumise à la détention obligatoire d'une licence d'entrepreneur de spectacle de 2e catégorie. Cette licence permet de veiller au respect des règles sociales, fiscales et de propriété intellectuelle.